# Municipio de Harrison (condado de Hot Spring)
El municipio de Harrison (en inglés: Harrison Township) es un municipio ubicado en el condado de Hot Spring en el estado estadounidense de Arkansas. En el año 2010 tenía una población de 262 habitantes y una densidad poblacional de 2,31 personas por km².

## Geografía
El municipio de Harrison se encuentra ubicado en las coordenadas 34°12′12″N 92°47′51″O / 34.20333, -92.79750. Según la Oficina del Censo de los Estados Unidos, el municipio tiene una superficie total de 113.22 km², de la cual 113,21 km² corresponden a tierra firme y (0,01 %) 0,01 km² es agua.

## Demografía
Según el censo de 2010, había 262 personas residiendo en el municipio de Harrison. La densidad de población era de 2,31 hab./km². De los 262 habitantes, el municipio de Harrison estaba compuesto por el 95,04 % blancos, el 0,76 % eran afroamericanos, el 0,76 % eran amerindios, el 1,91 % eran de otras razas y el 1,53 % eran de una mezcla de razas. Del total de la población el 2,67 % eran hispanos o latinos de cualquier raza.